# پلاکتاز
پلاکتاز (به اسپانیایی: Placetas) یک منطقهٔ مسکونی در کوبا است که در استان ویا کلارا واقع شده‌است. پلاکتاز ۶۰۱ کیلومتر مربع مساحت و ۷۱٬۲۰۸ نفر جمعیت دارد و ۲۰۵ متر بالاتر از سطح دریا واقع شده‌است.